# ورگنس تونشیپ، میشیگان
ورگنس تونشیپ، میشیگان (به انگلیسی: Vergennes Township, Michigan) یک سکونتگاه مسکونی در ایالات متحده آمریکا است که در Kent County واقع شده‌است.

## خصوصیات
ورگنس تونشیپ ۹۱٫۷ کیلومترمربع مساحت و ۳٬۶۱۱ نفر جمعیت دارد و ۲۴۱ متر بالاتر از سطح دریا واقع شده‌است.